# Red Book
Pour les articles homonymes, voir Red Book (homonymie).
Albums de Texas
Careful What You Wish For
(2003) The BBC Sessions
(2007)
Red Book est le septième album du groupe Texas sorti en 2005.
Il tire son nom du petit cahier rouge que la chanteuse Sharleen Spiteri a utilisé pour écrire les chansons de l'album. Quatre titres ont été coécrits avec Brian Higgins de Xenomania : Can't Resist, Cry, Get Down Tonight et Bad Weather.
Une édition limitée comprend un DVD de cinq titres enregistrés live aux studios Abbey Road.

## Liste des pistes
1. 0.36 Introduction (Spiteri / McElhone)
2. Getaway (Spiteri / McElhone / Hodgens)
3. Can't Resist (Spiteri / McElhone / Higgins)
4. What About Us (Dallas Austin / Spiteri / McElhone)
5. Cry (Spiteri / McElhone / Higgins)
6. Sleep featuring Paul Buchanan (Spiteri / McElhone)
7. Get Down Tonight (Spiteri / McElhone / Higgins)
8. Nevermind (Spiteri / McElhone / Hodgens)
9. Bad Weather (Spiteri / McElhone / Higgins)
10. Masterthief (Spiteri / McElhone)
11. Just Hold On (Spiteri / McElhone / Rick Nowels)
12. Red Book (Spiteri / McElhone / Hodgens / Bannister)

- DVD Bonus :

1. Getaway
2. What About Us
3. Can't Resist
4. Sleep
5. Nevermind

## Musiciens
- Sharleen Spiteri : guitare, chant, chœurs, programmation
- Ally McErlaine : guitare principale
- Johnny McElhone : basse, claviers, guitare, programmation
- Michael Bannister : piano, claviers, programmation, batterie, chœurs
- Tony McGovern, Shawn Lee, Nick Cooler, Rick Nowells : guitare
- Eddie Campbell, Tim Powell, John Shave : claviers
- Miranda Cooper, Robert Hodgens : chœurs
- Emma Wilkins : clarinette, flûte
- Paul Buchanan : chant (sur Sleep)
- Neil Payne : batterie (sur Red Book)

## Classements hebdomadaires
| Classement (2005)             | Meilleure place |
| ----------------------------- | --------------- |
| Allemagne (Media Control AG)  | 43              |
| Belgique (Flandre Ultratop)   | 21              |
| Belgique (Wallonie Ultratop)  | 28              |
| Écosse (OCC)                  | 6               |
| Espagne (Promusicae)          | 27              |
| France (SNEP)                 | 9               |
| Irlande (IRMA)                | 74              |
| Pays-Bas (Mega Album Top 100) | 99              |
| Royaume-Uni (UK Albums Chart) | 16              |
| Suède (Sverigetopplistan)     | 60              |
| Suisse (Schweizer Hitparade)  | 10              |

## Certifications
| Pays              | Certification |
| ----------------- | ------------- |
| Royaume-Uni (BPI) | Or            |